# Fumie Mizusawa
Fumie Mizusawa (水沢 史絵 Mizusawa Fumie?, Utsunomiya, Prefectura de Tochigi, 9 de enero de 1980) es una seiyū y novelista japonesa.
Como seiyū, ha participado en series como Romeo × Juliet, HeartCatch PreCure!, Eureka Seven y Galaxy Angel II, entre otras. Está afiliada a Sigma Seven. Como novelista, ha escrito la historia del manga Kagurazaka G7: Gakeppuchi Café Kyūshutsu Sakusen Kaigi.
En abril de 2011, contrajo matrimonio con un hombre que no pertenece a la industria. Sin embargo, se divorciaron el 6 de noviembre de 2015, tal y como ella confirmó en su blog.

## Filmografía

### Anime
Negrita para personajes principales.
2003
- Divergence Eve como Kiri Marriarette.

2004
- Major como Majima.
- Misaki Chronicles como Kiri Marriarette.
- Otogizoushi como Minamoto no Hikaru.

2005
- Eureka Seven como Gidget y Linck.
- Futari wa Pretty Cure Max Heart como Eternalun.

2006
- Chocotto sister como la Madre de Yuki (ep 21).
- Coyote Ragtime Show como Chris (ep 4).
- Fate/stay night como Ayako Mitsuzuri.
- Galaxy Angel II como Satō-san, Suzuki y Tanaka-san.
- Jigoku Shōjo Futakomori como Ichiko Aida (ep 19).
- Muteki Kanban Musume como Mai (ep 8).
- ProjectBLUE Chikyū SOS como Maggie.
- Simoun como Wapourif.
- Tokyo Tribe 2 como Fujio; Girl (ep 3) y Kei (eps 4, 6, 13).
- Witchblade como Nanako (ep 16).

2007
- Bamboo Blade como Aoki (eps 16-17).
- Darker than black como Erika (ep 1), Kawakami (ep 19), Kenji Sakurai (joven, ep 18) y Rika Ou (eps 7-8, 15, 23).
- Higurashi no Naku Koro ni Kai como Rieko (eps 14-15).
- Momotsuki como Mihashi.
- Romeo × Juliet como Julieta Fiammatto Asto Capuleto.
- Shinkyoku Sōkai Polyphonica como Coccino (ep 5).
- Sky Girls como Julia Kudō.
- Terra e... como Mahiru, Ruri, Tachyon (joven) y Toki.

2008
- Blassreiter como Johann (eps 3-5, 7).
- Kemeko Deluxe! como Ryōta Minamino.
- Nijū-Mensō no Musume como Angie (eps 5-6).
- Persona Trinity Soul como Yūmi Tasaka.
- Yakushiji Ryōko no Kaiki Jikenbo como Matsumura (ep 8).

2009
- Kupū~!! Mamegoma! como Yui Mamegawa.

2010
- HeartCatch PreCure! como Erika Kurumi/Cure Marine.

2011
- Ao no Exorcist como Imai (ep 10).
- Battle Spirits: Heroes como Chihiro Kusaka.
- Freezing como Elise Schmitz.
- Wolverine como Agente Tsukino (ep 2-5).
- WORKING'!! como Ritsuko Kitahara.

2012
- Cross Fight B-Daman eS como Mitsuru Hachisuka.
- Eureka Seven: AO como Lerato Food.
- Kingdom como Meng Yi (Mō Ki).

2013
- Kingdom 2 como Mōki.

2014
- Duel Masters VS como Chūjirō y Lucifer.
- Fate/stay night: Unlimited Blade Works como Ayako Mitsuzuri.
- Marvel Disk Wars: The Avengers como Pepper Potts.
- World Trigger como Sakurako Taketomi (eps 38, 40-43).

2015
- Duel Masters VS R como Lucifer.
- Fate/stay night: Unlimited Blade Works 2 como Ayako Mitsuzuri (ep 25).

### ONAs
2008
- Chocolate Underground como Smudger Moore.
- Xam'd: Lost Memories como Hinokimaru.

### Películas
2007
- Mukō Hadan como Mu-Mao (Mokubō).

2009
- Kōkyō Shihen Eureka Seven: Pocket ga Niji de Ippai como Gidget.
- Tales of Vesperia ~The First Strike~ como Chastele.

2010
- Heartcatch Pretty Cure!:Hana no Miyako de Fashion Show… Desuka!? como Erika Kurumi/Cure Marine.
- Konchū Monogatari Mitsubachi Hutch - Yūki no Melody como Nyorori.
- Precure All Stars DX2: La luz de la Esperanza ☆ Protege la Joya del arco iris! como Erika Kurumi/Cure Marine.

2011
- Precure All Stars DX3: Entrega el futuro! El arco iris ☆ La flor de color que conecta el mundo como Erika Kurumi/Cure Marine.

2012
- Precure All Stars New Stage: Amigas del futuro como Erika Kurumi/Cure Marine.

2013
- Pretty Cure All Stars New Stage 2: Amigas del corazón como Erika Kurumi/Cure Marine.

2014
- Pretty Cure All Stars New Stage 3: Amigas Eternas como Erika Kurumi/Cure Marine.

2015
- Pretty Cure All Stars: Spring Carnival♪ como Erika Kurumi/Cure Marine.

2023
- Pretty Guardian Sailor Moon Cosmos: The Movie como Sailor Phi.

### Videojuegos
- Atelier Ayesha ~Tasogare no Daichi no Renkinjutsushi~ como Regina Curtis.
- Bravely Default como Praline a la Mode y Egil Meyer.
- Bravely Second: End Layer como Praline a la Mode.
- Fate/stay night Réalta Nua como Ayako Mitsuzuri.
- PoPoLoCrois Bokujo Monogatari como Lily.
- Rune Factory: Tides of Destiny como Sierra y Kelsey.
- Rune Factory Oceans como Sarah y Knit.